# Bethalto
Bethalto é uma vila localizada no estado americano de Illinois, no Condado de Madison.

## Demografia
Segundo o censo americano de 2000, a sua população era de 9454 habitantes.
Em 2006, foi estimada uma população de 9749, um aumento de 295 (3.1%).

## Geografia
De acordo com o United States Census Bureau tem uma área de
17,0 km², dos quais 17,0 km² cobertos por terra e 0,0 km² cobertos por água. Bethalto localiza-se a aproximadamente 160 m acima do nível do mar.

## Localidades na vizinhança
O diagrama seguinte representa as localidades num raio de 12 km ao redor de Bethalto.